# كأس الجزائر 2017–18
كأس الجزائر 2017–18 هو موسم من كأس الجزائر. أشرف على تنظيمه الإتحاد الجزائري لكرة القدم، وفاز فيه اتحاد بلعباس.